# Blaberus craniifer
Blaberus craniifer är en kackerlacksart som beskrevs av Hermann Burmeister 1838. Blaberus craniifer ingår i släktet Blaberus och familjen jättekackerlackor. Inga underarter finns listade.

## Bildgalleri

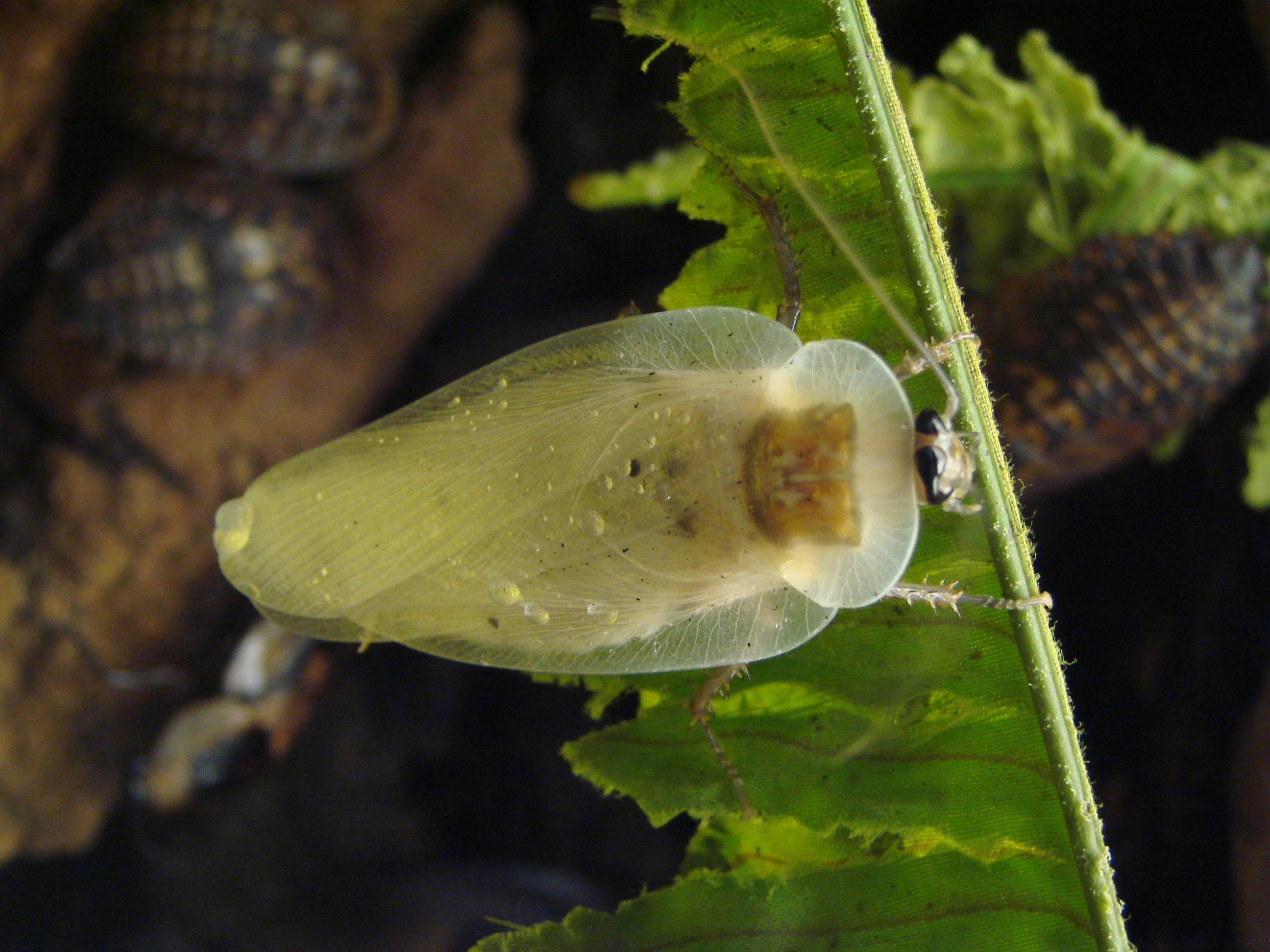
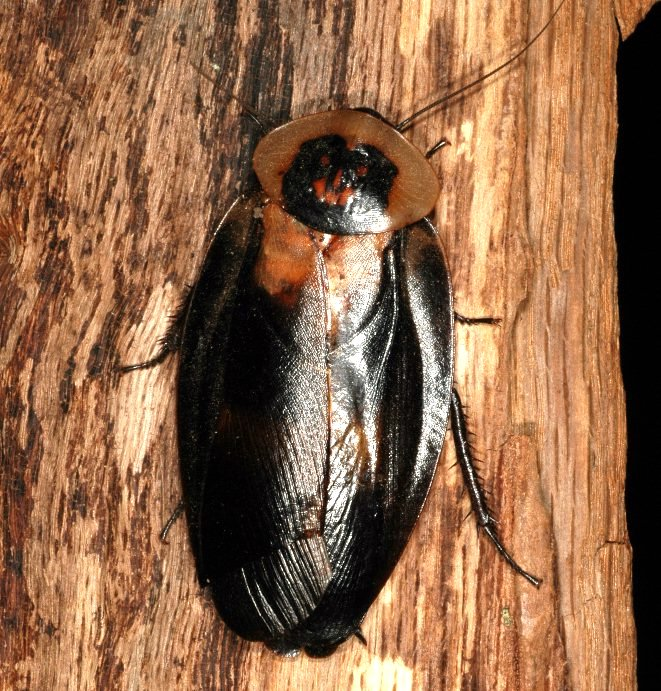
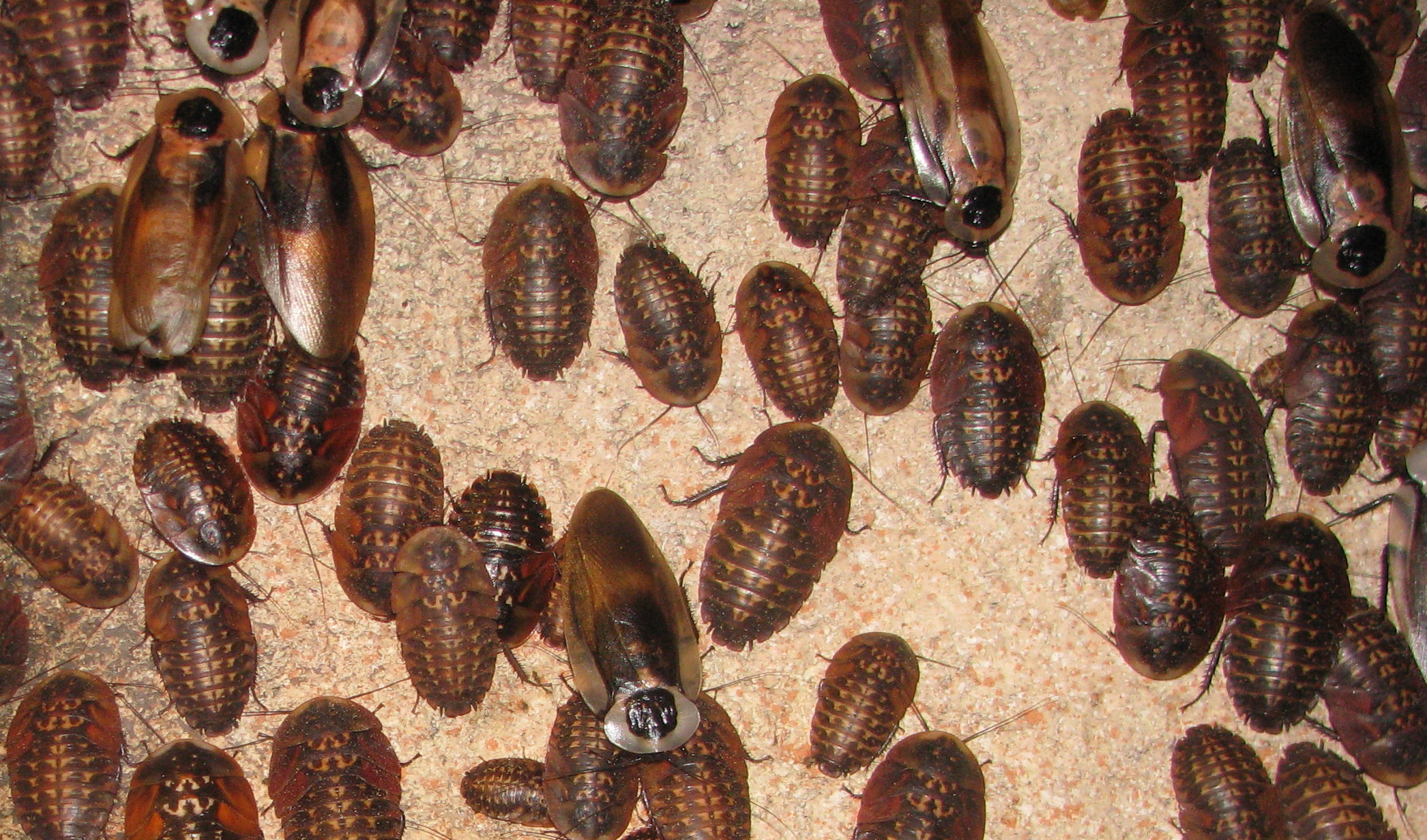
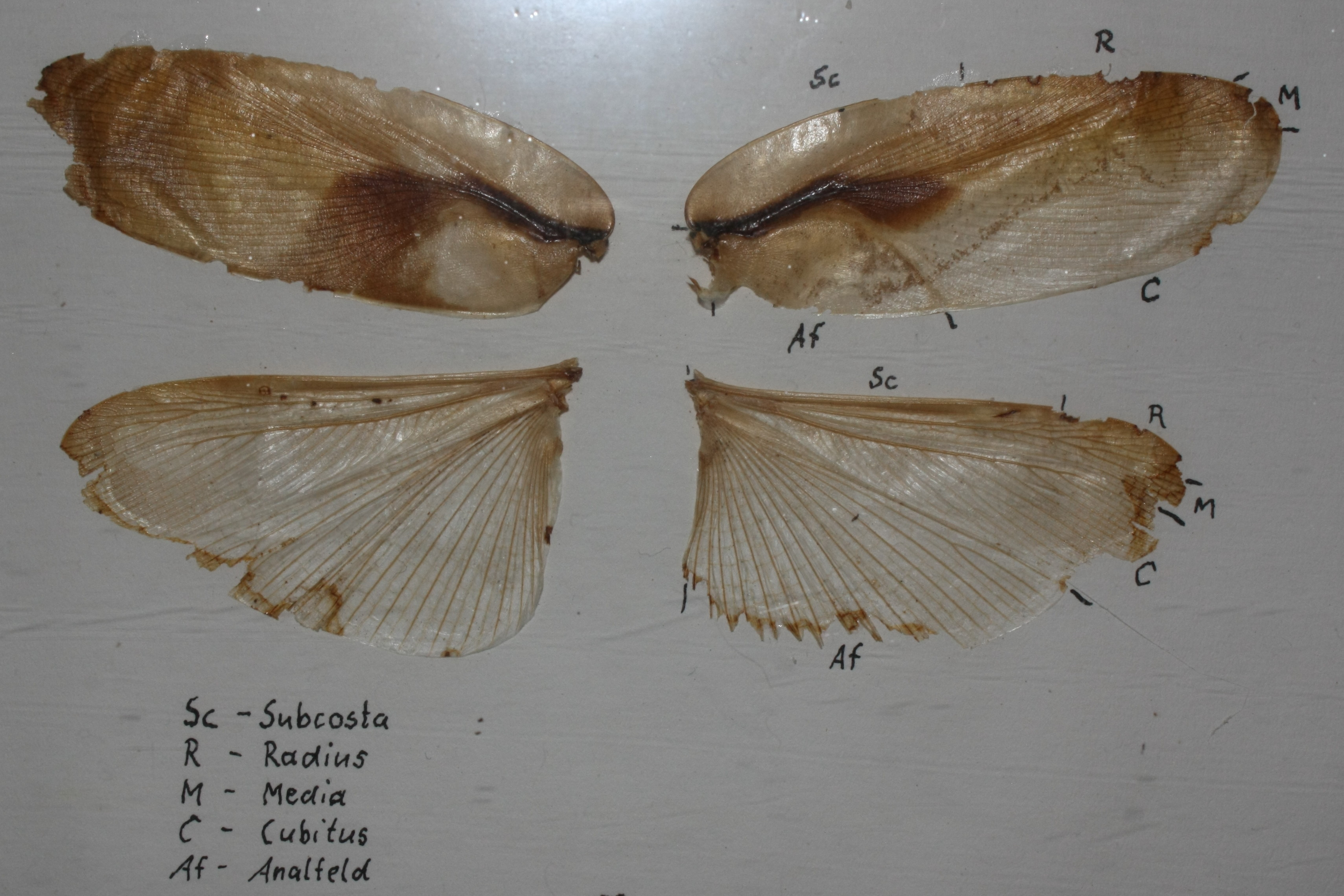
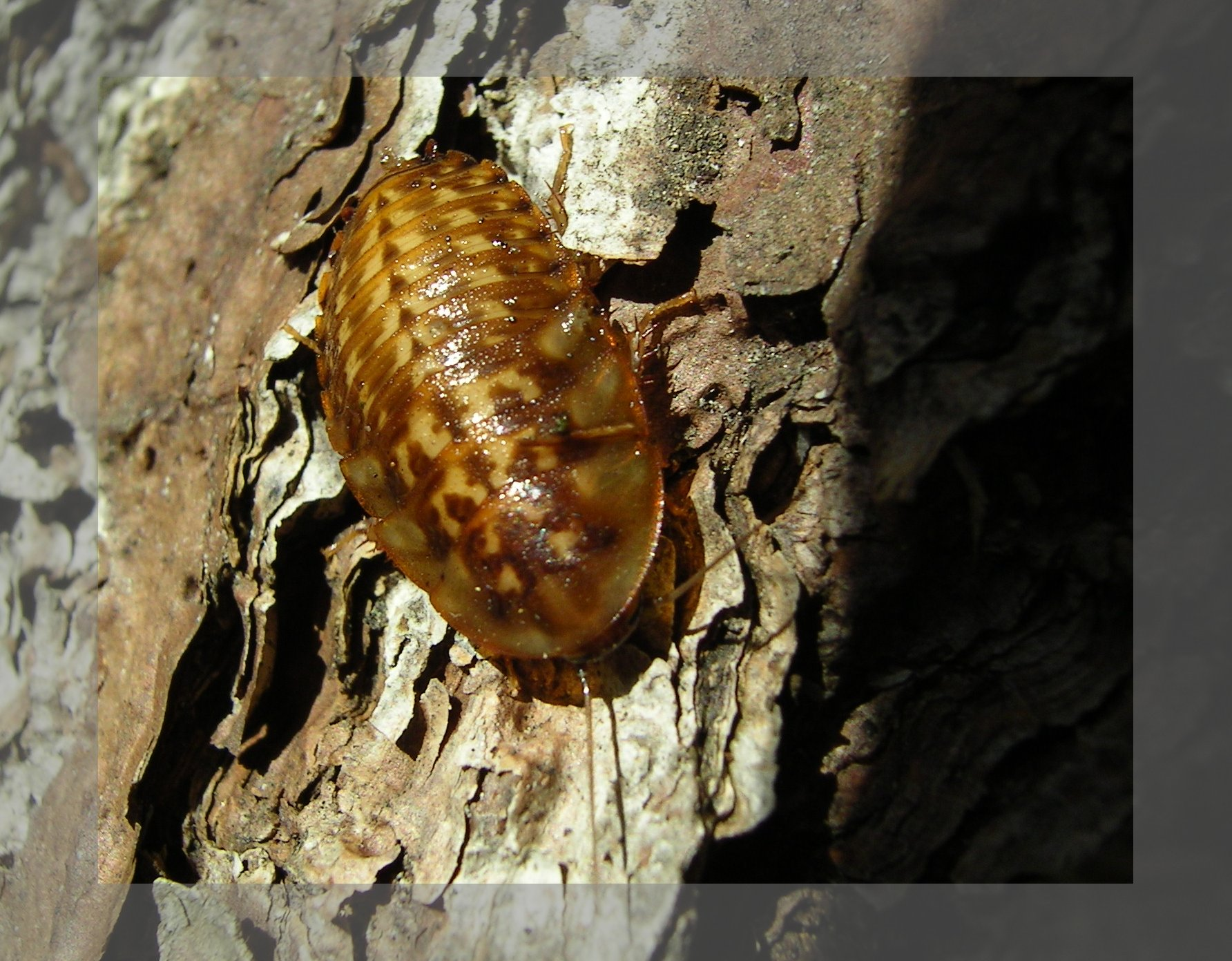
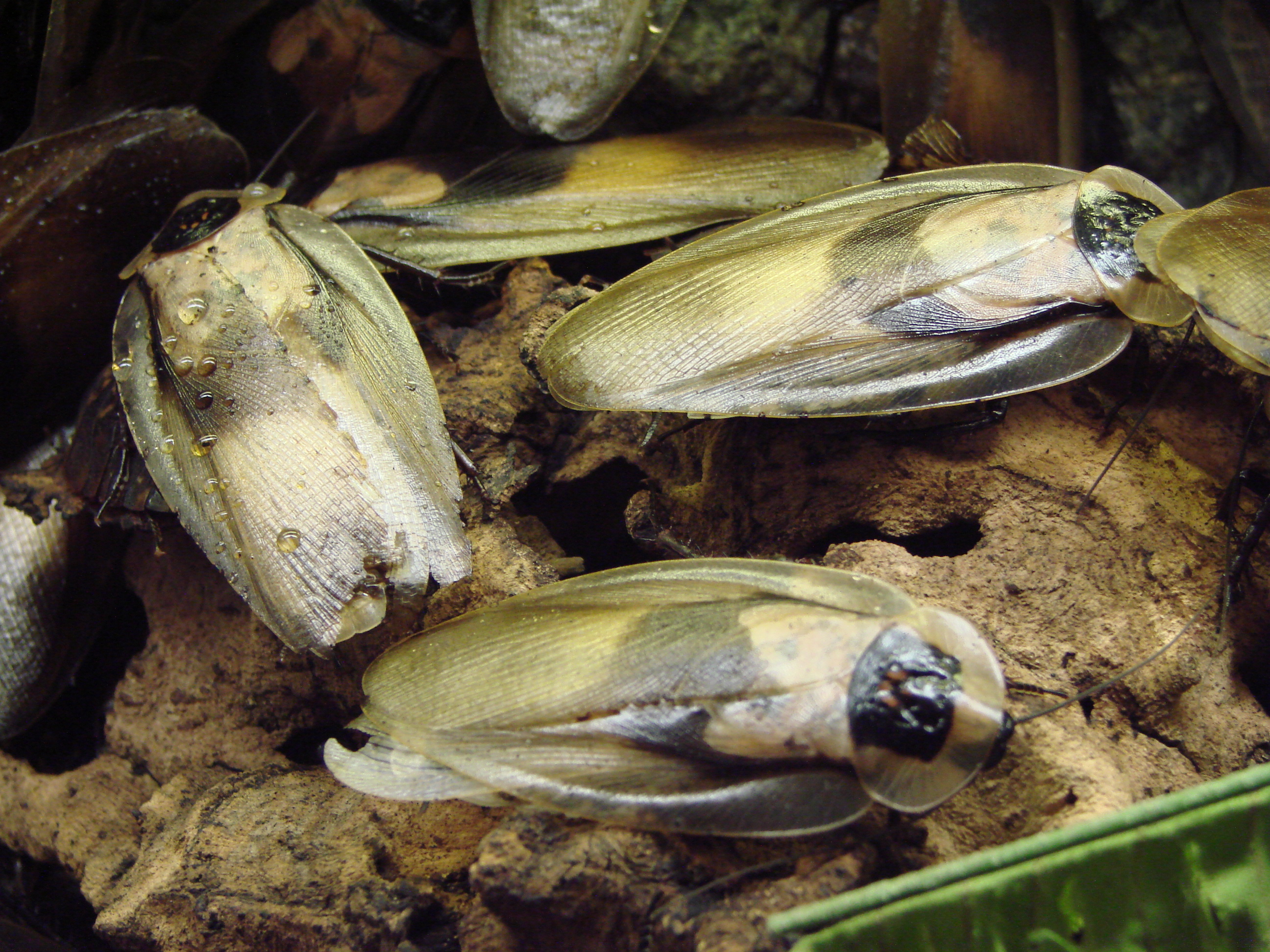